# Tiếp thị dựa trên tài khoản
Tiếp thị dựa trên tài khoản (ABM) (tiếng Anh: Account-based marketing), còn được gọi là tiếp thị tài khoản chính, là một cách tiếp cận chiến lược để tiếp thị doanh nghiệp dựa trên nhận thức về tài khoản mà tổ chức xem xét và giao tiếp với khách hàng tiềm năng hoặc tài khoản khách hàng dưới dạng thị trường. Tiếp thị dựa trên tài khoản thường được sử dụng trong các tổ chức bán hàng cấp doanh nghiệp.
Tiếp thị dựa trên tài khoản có thể giúp các công ty:
- Tăng mức độ liên quan của tài khoản
- Thu hút sớm hơn và cao hơn các thỏa thuận mua bán
- Điều chỉnh hoạt động tiếp thị bằng chiến lược tài khoản
- Nhận giá trị tốt nhất từ tiếp thị
- Truyền cảm hứng cho khách hàng bằng nội dung hấp dẫn
- Xác định các liên hệ cụ thể, tại các công ty cụ thể, trong một thị trường cụ thể

Trong khi tiếp thị doanh nghiệp thường được tổ chức theo ngành, sản phẩm / giải pháp hoặc kênh (trực tiếp / xã hội / PR), tiếp thị dựa trên tài khoản mang tất cả những điều này lại với nhau để tập trung vào các tài khoản cá nhân. Khi thị trường ngày càng trở nên hàng hóa, khách hàng thấy ít hoặc không có sự khác biệt giữa các nhà cung cấp và đối thủ cạnh tranh của họ, mức giá là sự khác biệt rõ ràng duy nhất.

## Bối cảnh và sự khác biệt với tiếp thị kinh doanh truyền thống
Trong việc tiếp thị các đề xuất kinh doanh phức tạp, tiếp thị dựa trên tài khoản đóng một vai trò quan trọng trong việc mở rộng kinh doanh trong các tài khoản khách hàng hiện tại (ví dụ, tiếp thị công nghiệp rộng rãi hơn sẽ không được nhắm mục tiêu đủ để thu hút khách hàng hiện tại). Trong các trường hợp bán hàng ban đầu đã mất vài tháng, báo cáo rằng tiếp thị dựa trên tài khoản mang lại sự gia tăng về giá trị lâu dài của khách hàng. ABM cũng có thể được áp dụng cho các tài khoản khách hàng tiềm năng chính hỗ trợ doanh số bán hàng đầu tiên. Ví dụ, Northrop Grumman thuê ABM để hỗ trợ hoàn thành một thỏa thuận trị giá 2 tỷ đô la. Tiếp thị dựa trên tài khoản cũng đã được sử dụng tại Shell để thúc đẩy một giao dịch trị giá 13 triệu đô la.
Nghiên cứu cho thấy rằng người mua đang tìm kiếm các nhà cung cấp hiện có của họ để giữ cho họ cập nhật với các đề xuất có liên quan, nhưng thường thất vọng với điều này. Trong nghiên cứu của Anh, các nhà cung cấp hiện tại đứng đầu tất cả các kênh thông tin khác nhau mà người mua CNTT sử dụng để tìm kiếm các giải pháp mới - nhưng hơn 50% cảm thấy rằng tiếp thị của các nhà cung cấp của họ là kém. Nghiên cứu cũng cho thấy các tổ chức có thể tạo ra doanh thu nhiều hơn từ khách hàng hiện tại như thế nào so với khách hàng mới - 77% người ra quyết định nói rằng tiếp thị từ nhà cung cấp mới không được nhắm mục tiêu kém và dễ dàng biện minh với nhà cung cấp hiện tại của họ."The Marketing Practice's Decision-Maker Index research into account-based marketing perceptions". tháng 12 năm 2016. Bản gốc lưu trữ ngày 26 tháng 9 năm 2008. Truy cập ngày 14 tháng 8 năm 2008. Bằng cách xử lý từng tài khoản riêng lẻ, hoạt động tiếp thị dựa trên tài khoản có thể được nhắm mục tiêu chính xác hơn để xử lý đối tượng và có nhiều khả năng được coi là có liên quan hơn hoạt động tiếp thị trực tiếp không được nhắm mục tiêu.

### Vai trò của đội ngũ bán hàng và tiếp thị
ABM là một ví dụ về sự liên kết của các nhóm bán hàng và tiếp thị. Trong mô hình liên kết, các tổ chức có thể kết hợp các nỗ lực tiếp thị chiến thuật với các mục tiêu bán hàng đã xác định và sử dụng phản hồi từ bán hàng để xác định các thị trường tiềm năng mới. Để ABM thành công, mối quan hệ làm việc chung với bán hàng là điều cần thiết và nhu cầu tiếp thị phải được đo lường và tối ưu hóa dựa trên các tài khoản. ABM được nhắm mục tiêu vào các tài khoản (hoặc toàn bộ công ty) trái ngược với tiếp thị lôi kéo (inbound marketting) truyền thống, được nhắm mục tiêu đến các khách hàng tiềm năng (hoặc những người trong các công ty này). Nhu cầu bán hàng và liên kết tiếp thị cũng xuất phát từ thực tế là có một sự ngắt kết nối vốn có giữa các nhà tiếp thị, người tiếp thị với mọi người và người bán hàng, những người bán cho các công ty (hoặc nhóm có cấu trúc người).
Tiếp thị cũng sẽ tăng vai trò phát triển trí thông minh trên các tài khoản chính - như đề xuất của Peppers và Rogers (1993): "Khi hai nhà tiếp thị cạnh tranh cho cùng một khách hàng, tất cả những thứ khác đều bình đẳng, nhà tiếp thị có phạm vi thông tin lớn nhất về khách hàng cụ thể đó […] sẽ là đối thủ cạnh tranh hiệu quả hơn."

### Tiếp thị dựa trên tài khoản và ngành CNTT
Các tổ chức đang nhìn thấy lợi ích lớn nhất hiện nay từ tiếp thị dựa trên tài khoản là các công ty CNTT, Dịch vụ và Tư vấn. Với các mệnh đề phức tạp, chu kỳ bán hàng dài và khách hàng lớn, các tổ chức này là những ứng viên lý tưởng cho cách tiếp cận này. Đó là, tuy nhiên, lan rộng vào các lĩnh vực khác và một lợi ích có thể được xem là lợi nhuận tăng lên theo thời gian (ROT). Nhiều nhà cung cấp đã đánh thức thực tế rằng doanh thu của một số khách hàng của họ vượt quá GDP của một số quốc gia. Họ đang thay đổi số lượng nguồn cung ứng của họ cho phù hợp.
Việc đầu tiên để mã hóa xu hướng là Bev Burgess khi cô là MD châu Âu của ITSMA. Cô đồng sáng tạo phương pháp tiếp cận với các tổ chức như Fujitsu, BT, HP và Accenture. Những người khác đã điều chỉnh nó và sửa đổi nó kể từ đó.

### Chọn tài khoản chính
Tài khoản chính là các tài khoản được xác định trong các tổ chức như là trọng tâm cho tiếp thị dựa trên tài khoản. Không phải tất cả các tài khoản đều đáp ứng các yêu cầu để được chỉ định là tài khoản chiến lược hoặc chính và các tổ chức cần phải cẩn thận về những tài khoản nào cần tập trung vào nỗ lực tiếp thị dựa trên tài khoản hoặc rủi ro mất khách hàng có giá trị. Khi lựa chọn, các tổ chức nên xem xét lịch sử doanh thu, lịch sử tài khoản, lợi nhuận và khả năng sinh lời cũng như khả năng tồn tại mà khách hàng được đề cập sẽ quan tâm đến mối quan hệ lâu dài. Cuối cùng, yêu cầu những gì khách hàng và công ty có điểm chung giúp củng cố cách tiếp cận mà khách hàng không thể tìm thấy loại dịch vụ này ở bất kỳ nơi nào khác.
Ngoài ra còn có một số cờ đỏ giúp nhận ra rằng mối quan hệ với một tài khoản chính sắp thay đổi:
- doanh nghiệp thường xuyên đến công ty đi nơi khác
- một tổ chức lại trong công ty buộc một sự thay đổi trong mối quan hệ
- cả hai công ty liên quan đều không thấy ROI từ mối quan hệ
- mục tiêu chung không đạt được

## Chương trình ABM

### Khung chương trình
Có một số khung công tác khác nhau cho các chiến dịch tiếp thị dựa trên tài khoản nhưng, nói chung, cách tiếp cận sau được sử dụng:
- Tạo khung chiến lược: phương pháp lựa chọn các tài khoản sẽ tập trung vào và khuôn khổ các mục tiêu và biện pháp cho chương trình ABM
- Hội thảo lập kế hoạch: phiên tiếp thị và bán hàng chung quanh mỗi tài khoản để đồng ý các mục tiêu và khám phá sự hiểu biết về tài khoản và các mệnh đề có liên quan
- Nghiên cứu yêu cầu: hoạt động tiếp thị để xây dựng bức tranh hoàn chỉnh hơn về cấu trúc của tổ chức đích và các yêu cầu của nó
- Tạo kế hoạch: tập hợp các hoạt động tiếp thị của công ty hiện tại với thông tin liên lạc tài khoản cụ thể mới để đạt được các mục tiêu cụ thể cho tài khoản
- Thi hành: xây dựng một đội ngũ bán hàng và tiếp thị chung để phân phối kế hoạch
- Đánh giá: áp dụng các biện pháp như giá trị bán hàng, số lượng doanh thu tiềm năng trong kênh bán hàng, phạm vi liên lạc trong tài khoản, chuyển đổi nhận thức hoặc các cuộc hẹn đã thực hiện

Ví dụ về khung ABM
- Lựa chọn tài khoản: Mô hình hóa kích thước cơ hội & mô hình hóa xu hướng
- Lập kế hoạch và thông tin chi tiết: Nghiên cứu và lập hồ sơ tài khoản
- Nhắn tin và đề xuất: Tầm nhìn và đề xuất tài khoản
- Nội dung và thông tin liên lạc: Nội dung, Digital Media và marcomm
- Thi hành và cam kết: Chiến dịch, sự kiện và hội thảo